# 大川功
大川功（1926年5月19日—2001年3月16日）日本企业家，1968年创立CSK公司，1984年收购世嘉并担任总裁、董事长。2001年因心力衰竭去世，去世前将850亿日元个人资产全部捐赠给退出游戏机制造业的世嘉。

## 生平
大川功1926年5月19日诞生于日本大阪市，为家中的次子，父母是商业区一家儿童服装存货店的店主。1943年从早稻田大学专门部工科毕业后，因肺结核加盲肠手术失败的并发症，卧床休息了7年半。大川功康复后先在哥哥的会计事务所帮忙，后合伙经营一家计程车公司，成功后转手卖出。1968年，预见信息业将兴起大川功，以500万日元的资本额创立了CSK公司。1982年上市CSK上市，是日本最早上市的信息服务公司。1984年，CSK公司收购了世嘉公司。